# Empanada
Empanada är ett bröd eller en deg med en fyllning. Namnet kommer från det spanska och portugisiska verbet empanar som betyder att panera eller bröa. Empanada görs genom att baka in en fyllning i deg. I Spanien är empanadan ofta stor och rund, medan den i Portugal och Sydamerika ofta är liten och halvrund. Namnet varierar stort beroende på land och område.
Rätten kan ha sitt ursprung i det arabiska köket i och med två rätter, fatayer och moajanat, som introducerades i Spanien under den arabiska erövringen av Spanien från 711 till 718. Troligen har den amerikanska empanadan sitt ursprung i Galicien, Spanien eller Portugal där en empanada tillagas stor som en paj och skärs i bitar, vilket gör den lätt att ta med för arbetare. Fyllningen är ofta i Galicien och Portugal antingen tonfisk, sardiner eller chorizo men kan även innehålla torsk eller fläskkött. Köttet eller fisken är ofta i en sås på tomater, vitlök och lök i degen. På grund av det stora antalet galiciska invandrare i Latinamerika har empanada gallega gjort stor succé i området.
Rätten togs till Sydamerika av kolonisatörer där den fortfarande är populär. Fyllningen skiljer sig mycket åt.
Empanadas serveras förslagsvis med en mustig salsa och ett knippe sallad.